# Egidio Ebasko
Egidio Ebasko, pseudonimo di Egidio Cosimo Bernardo Ebasco (Salvador, 5 maggio 1897 – ...), è stato un antropologo, attore teatrale e regista teatrale italiano.

## Biografia
I genitori di Ebasko, Antonio Festa-Benassi, burattinaio calabrese, e Adelja Kudnarska, aspirante attrice di cabaret e varietà polacca, si conobbero in Italia, mentre il Brasile, dove nacque  Egidio, fu una delle tappe dei loro numerosi viaggi.
"Non ho mai pensato ai miei genitori come a dei poveracci. Ma se per poveri s'intende la gente che si guadagna da vivere con gli spettacoli di strada, che non possiede una dimora fissa, o un'automobile, allora sì, provengo da una famiglia povera. Anche se povera non era per niente, perché mai abbiamo patito la fame, e per i viaggi e ogni svago il danaro trovavamo sempre."
Ebasco fu il cognome fittizio sotto il quale viaggiavano in America Latina e che, di conseguenza, diventò il cognome anagrafico di Egidio, il quale 20 anni dopo sostituirà la "c" con la "k", per "polonizzarlo un poco"
La famiglia si trasferiva spesso, e questo ebbe enormi conseguenze per il giovane Egidio, per il quale questa fu un'occasione di accrescere il suo bagaglio culturale, nonché imparare a parlare fluentemente diverse lingue. Ha vissuto e frequentato le scuole in Brasile, Bolivia, Perù, Venezuela, Cuba, Messico e Stati Uniti.
Nel 1903 nasce la sorella di Egidio, Emilia.
Fonda la sua prima compagnia teatrale a Città del Messico, nel 1912, a soli 15 anni. Durante la prima guerra mondiale è in Francia e combatte nella Legione Garibaldina. Dopo la fine del conflitto si trasferisce a Mosca e nel 1919 s'iscrive all'Istituto Musicale-Drammatico (oggi Università russa di arti teatrali)  e ne viene espulso dopo il primo anno, in quanto il suo spettacolo d'esame viene giudicato politicamente scorretto. Nel 1920 va in Polonia per la prima volta e combatte nella guerra polacco-bolscevica nell'Armata Blu del generale Haller.
Durante gli anni '20 e '30 viaggia ancora, e allestisce circa 40 spettacoli, mancano, però, le testimonianze dettagliate di questo periodo della sua vita. Nel 1943 tenta di pubblicare il suo unico libro "Maturare verso la giovinezza. Sul teatro e i suoi poteri", imponente opera-saggio/trattato filosofico scritto in italiano, una riflessione che non tocca solamente teatro, maturatasi durante una vita di viaggi e avventure, nonché unica e preziosa fonte di informazioni sull'autore stesso, grazie a qualche sommario tratto autobiografico in esso contenuto, alcuni pochi riferimenti alla vita personale, ricordi d'infanzia, ecc. La casa editrice che ne ha appena stampato primi 50 esemplari viene sgomberata per diventare un ospedale provvisorio. Ebasko riesce a recuperare 10 volumi e portarli a Varsavia. Regala qualche volume ad alcuni amici, cede il resto in custodia alla Biblioteca dei Załuski, che un anno dopo viene bruciata dai tedeschi. Oggi esistono solo due esemplari di questo libro, di proprietà privata.
Egidio Ebasko muore probabilmente durante la Rivolta di Varsavia del 1944. Non si hanno notizie sul luogo della sua sepoltura.